# Chaetodon aureofasciatus
Chaetodon aureofasciatus är en fiskart som beskrevs av Macleay, 1878. Chaetodon aureofasciatus ingår i släktet Chaetodon och familjen Chaetodontidae. IUCN kategoriserar arten globalt som livskraftig. Inga underarter finns listade i Catalogue of Life.